# 硅胶

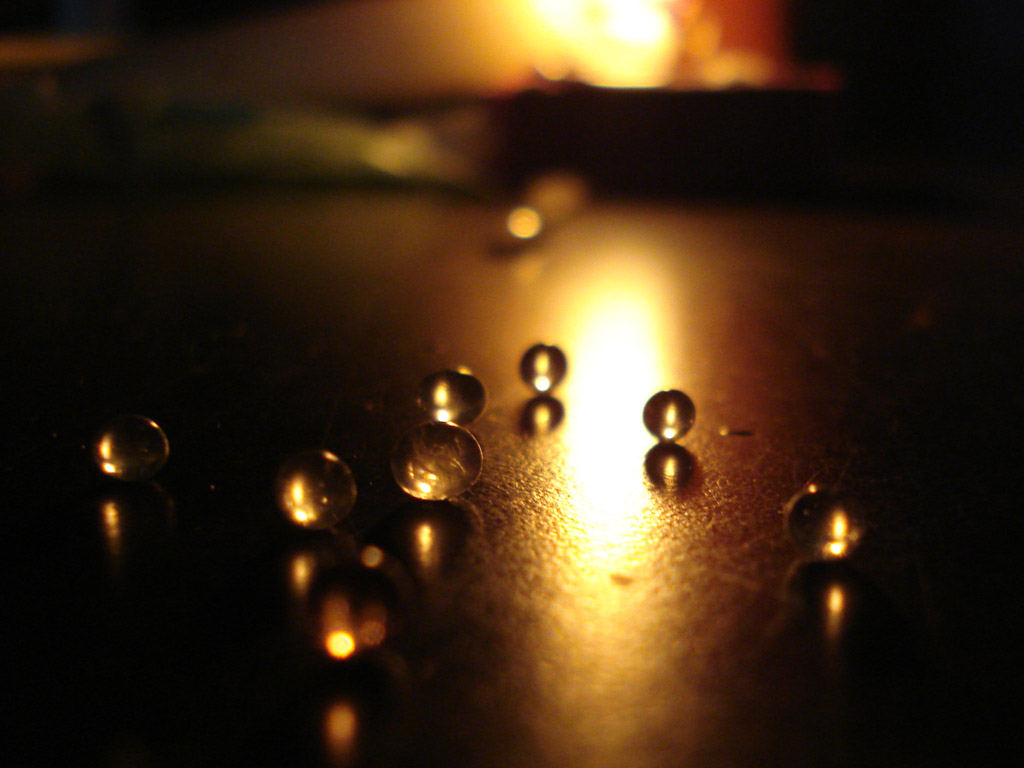
珠状的硅胶。

硅胶（英語：silica gel）是一种粒状非晶形固態多孔的二氧化硅水合物，化學式為mSiO2·nH2O，由硅酸钠加酸后洗涤干燥制得，主要用作干燥剂以及管柱層析和薄层層析中的吸附剂。虽名称为“胶”，它实际上是一种固体，外表呈透明或乳白色。
硅橡膠有時也被稱為硅膠，但它是性質和用途完全不同的含硅化合物。

## 历史
矽膠早在1640年就已經被科學家發現，在1919年由美国约翰·霍普金斯大学的化学教授Walter A. Patrick申請生產專利。第一次世界大战时曾被用作防毒面具中的吸收剂。

## 性质
矽膠是一種立體結構的多孔非結晶形固體材料，穩定、無毒、不易燃，製備時可準確控制成品的物理特性如孔隙率、表面積等。因為有親水性表面以及許多孔隙，對極性分子（如水、氨氣）的吸附量大，常被用作吸附劑（adsorbent）。一研究顯示當矽膠結構的孔徑小於2奈米時，孔徑越大，可以吸附的水越多，至於孔徑大於2奈米的情況還需進一步研究。而飽和的硅胶在120°C下加热两个小时就可以再生。
将硅酸凝胶浸泡在氯化钴或者氯钴酸铵（(NH4)2CoCl4）溶液中，再经干燥活化就可以得到变色硅胶，可用于指示硅胶吸水的程度。这是因为无水氯化钴（CoCl2）呈蓝色，而六水合氯化钴（CoCl2·6H2O）为红色。
日常生活中经常遇到硅胶装在某些纸袋或由半透膜树脂制成的袋子中，用于吸水，控制湿度，防止某些物品变质的食品或物品乾燥劑。硅胶袋上一般注明“请勿食用”。它会对呼吸系统、消化系统、皮肤和眼部产生刺激，而且有些变色硅胶中还含有氯化钴等湿度指示剂，而氯化钴是有毒物质，属于国际癌症研究机构第二类致癌物质，有可能导致癌症。